# Magnus al II-lea al Norvegiei
Magnus Haraldsson (în norvegiană: Magnús Haraldsson), (n. 1048 - d. 28 aprilie 1069) a fost regele Norvegiei din 1066 până în 1069, guvernând împreună cu fratele său Olaf Kyrre din anul 1067.
Magnus s-a născut în 1048 și a fost primul dintre cei doi fii ai regelui Harald Hardrada și a soției sale, Tora Torbergsdatter.
Magnus l-a însoțit pe tatăl său în campania împotriva Danemarcei în 1062. În drum spre Danemarca, flota lui Harald s-a ciocnit cu flota regelui danez Sweyn Estridsson într-o bătălie navală majoră la Nisa care a dus la victoria Norvegiei. În 1066, după încheierea păcii cu Sweyn Estridsson, Harald a pornit campania de cucerire a Angliei de la Harold Godwinson. Înainte de plecare, el l-a numit pe Magnus ca regent și rege al Norvegiei în absența sa și l-a luat pe fiul său mai mic, Olaf, să-l însoțească în expediție. După succesul inițial în Bătălia de la Fulford, Harald a fost învins și ucis de către Harold Godwinson în bătălia de la Podul Stamford. Olaf a supraviețuit și s-a întors în Norvegia cu trupele rămase la începutul anului 1067 și a fost proclamat rege și co-guvernator alături de fratele său Magnus. Deși a fost destinat pentru cei doi frați să conducă regatul fără diviziune, în practică, Olaf a guvernat peste Viken (partea de sud-est a Norvegiei), în timp ce Magnus a controlat zonele înalte și Trøndelag (părțile de mijloc din Norvegia), împreună cu Norvegia de Vest și de Nord. În ciuda acestei divizii, nu există nici un semn de ostilitate între frați, iar relația lor pare să fi fost pașnică. După ce a domnit timp de mai puțin de trei ani, Magnus s-a îmbolnăvit și a murit la Nidaros, pe 28 aprilie 1069. Cronicile raportează că Magnus a murit de pecingine, însă oamenii de știință moderni susțin că ar fi putut să moară de ergotism (o otrăvire a ciupercii Claviceps). Magnus a avut un fiu, Haakon Toresfostre, care s-a născut probabil în același an în care Magnus a murit. Haakon a continuat să pretindă ceea ce el considera o parte a regatului său după moartea tatălui său, în 1093, atunci când unchiul lui, Olaf Kyrre a murit și a împărțit împărăția cu vărul său, Magnus Picioare-Goale, fiul lui Olaf Kyrre. Similar cu domnia tatălui său, domnia lui Haakon s-a încheiat brusc, după o perioadă scurtă de timp. 